# Anomobryum perimbricatum
Anomobryum perimbricatum là một loài Rêu trong họ Bryaceae. Loài này được (Müll. Hal. ex Broth.) Broth. mô tả khoa học đầu tiên năm 1903.